# 平工喜一

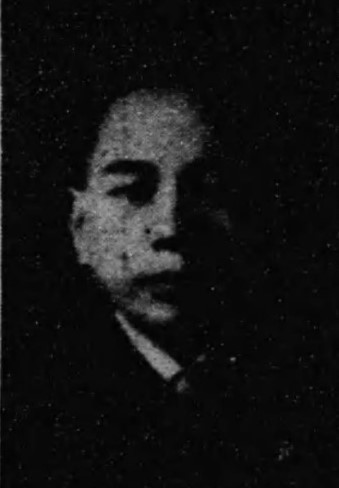
平工喜一

平工 喜一（喜市、ひらく きいち、1892年（明治25年）2月10日 - 1959年（昭和34年）8月23日）は、日本の農民運動家、政治家。衆議院議員。

## 経歴
岐阜県厚見郡前一色村（のち稲葉郡北長森村前一色、現岐阜市）で生まれる。
名古屋鉄道で車掌として勤務していたが解雇され、農業を営む中で農民運動に加わった。1924年、中部日本農民組合の結成に関わり副組合長に就任。1926年、大和農民組合を結成した。多くの農民運動を指導したため、投獄などに処せられた。全国農民組合岐阜県連合会統制委員長、全国大衆党中央委員、北長森村会議員、岐阜市会議員などを務めた。
戦後、日本社会党に入党し、1947年4月、第23回衆議院議員総選挙に岐阜県第一区から出馬して当選し、その後社会革新党に所属して衆議院議員を一期務めた。
その他、日本農民組合岐阜県連合会執行委員長、農地制度改革同盟岐阜県支部主幹などを務めた。